# 埼玉県道257号冑山熊谷線

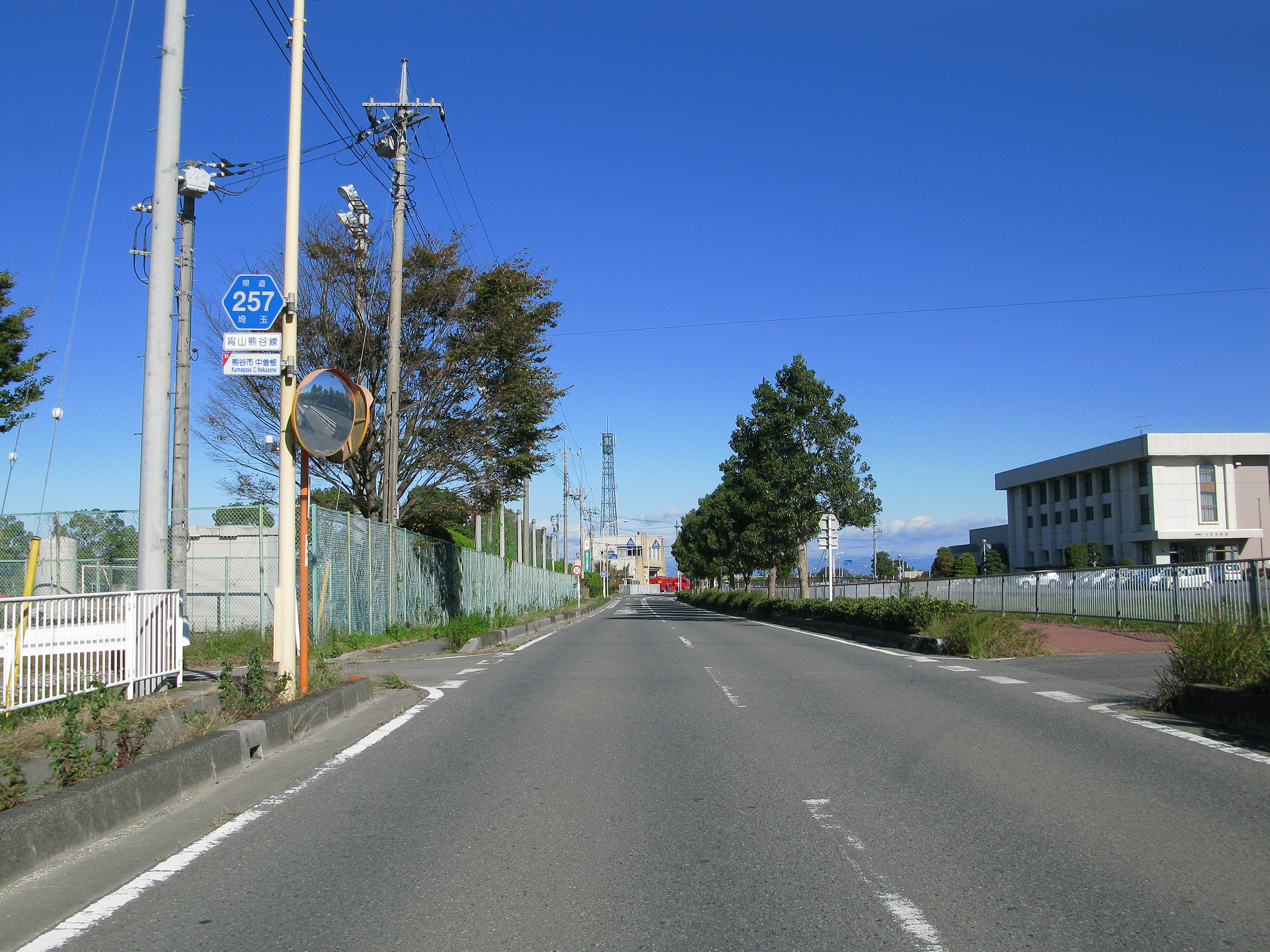
熊谷市中曽根地区（2011年11月）

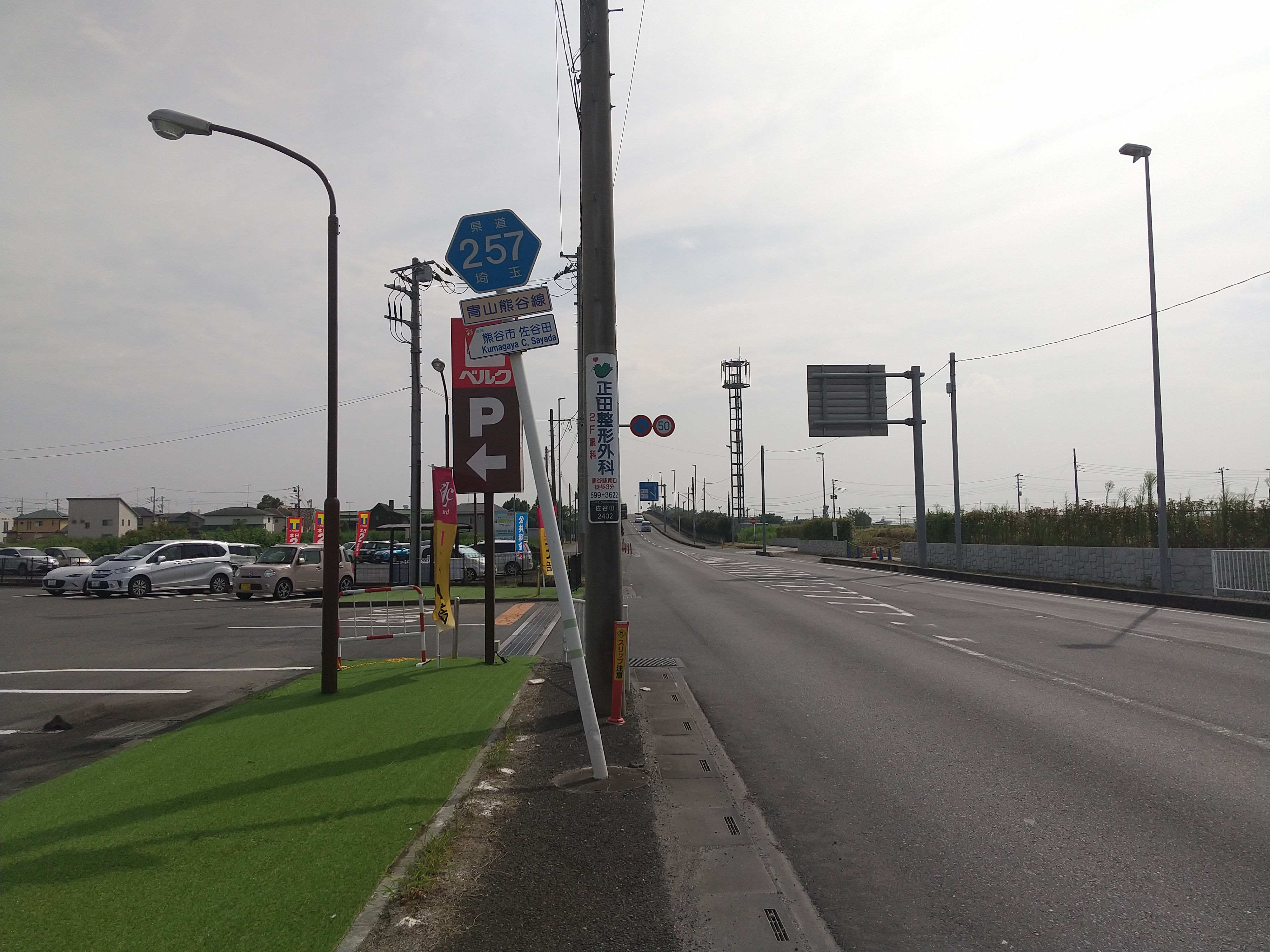
熊谷市佐谷田付近（2020年8月）

埼玉県道257号冑山熊谷線（さいたまけんどう257ごう かぶとやまくまがやせん）は、埼玉県熊谷市冑山の国道407号・埼玉県道307号福田鴻巣線との交差点を起点とし、熊谷市佐谷田の国道17号との交差点を終点とする県道である。

## 概要
旧大里町冑山地区および東松山市東平地区から、旧大里町中央部を縦断し、旧熊谷市の国道17号まで連絡する道路である。起点付近に国道407号の前身だった埼玉県道熊谷入間線に指定されていた区間が存在する。
起点から熊谷市吉見地区までは中央線の無い狭い道路となっている。

## 路線データ
- 起点：埼玉県熊谷市（国道407号・埼玉県道307号福田鴻巣線 東平（北）交差点）
- 終点：埼玉県熊谷市（国道17号 佐谷田（南）交差点）

## 新道整備
近年、終点側より順次新道整備が進められており、全区間が1990年代までの旧道とは別の経路となる予定。
終点側からの整備のため、ここでは終点側から見た形で記載する。
- 2003年（平成15年）に彩の国まごころ国体の関連整備事業として、国道17号上の新しい終点から、高崎線を高架で越え、そのまま架け替えられた久下橋に直結され、荒川を越えて、大里比企広域農道交点で突き当たる形の新道が建設され、広域農道以北は全区間が切り替えられた（その際旧久下橋は閉鎖撤去されたため、旧道は荒川で分断されている）。
  - そこからは、広域農道と一部重複する形で、広域農道-起点間の現道まで連絡していた。
- ラグビーワールドカップ2019の関連整備事業（熊谷市大里庁舎からのシャトルバス経路）として、久下橋区間の突き当たりから延伸する形で、大里庁舎の西側を通り、熊谷市高本 地内で市道に突き当たる形の延伸区間が2019年7月23日に開通[1][2]、旧道（久下橋との接続の為、広域農道と重複していた区間を含む）は2020年3月31日付で熊谷市に移管した[3]。
  - そこからは市道に一部重複する形で、起点方面の現道に連絡している。
  - ただし、連絡市道は大型車の通行に適した幅がなく、引き続き対面2車線の広域農道・旧道へと車種問わず交通誘導されている（久下橋側から来た際の広域農道との交点における案内標識の延伸区間方面は地名無しで、“大型車通行困難”と記載されている。起点方面から連絡市道の交点には案内標識未設置で、当路線の正式経路を意識しない限り、従来通り旧道-起点方面を直進する形になる）。
- 市道との交点から更に延伸する形にて、国道407号に至る残りの全区間も順次工事が進められている。なお、最終到達地点は冑山地区よりも熊谷市街寄りにある東松山市岡 地内（冑山地区の国道407号沿いは東松山市域に囲まれており、熊谷市街方面も一度東松山市内を通過する）となっているが、“冑山熊谷線”の名前を維持するため、既存の起点までの間を国道407号へ重複させて結ぶ予定[4][5]。

## 地理

### 通過する自治体
- 埼玉県
  - 熊谷市

### 接続・交差する道路
| 交差する道路                                  | 交差点名     | 所在地 |
| --------------------------------------------- | ------------ | ------ |
| 埼玉県道307号福田鴻巣線 滑川方面              |              |        |
| 国道407号                                     | 東平北       | 熊谷市 |
| 埼玉県道307号福田鴻巣線                       |              | 熊谷市 |
| （大里比企広域農道）                          |              | 熊谷市 |
| （旧中山道）                                  | （立体交差） | 熊谷市 |
| （元荒川通り）                                | （立体交差） | 熊谷市 |
| 国道17号                                      | 佐谷田（南） | 熊谷市 |
| 第2北大通線 国道407号妻沼バイパス（太田）方面 |              |        |

※ 福田鴻巣線と2度交差しているのは、重複区間では無く、経路が異なっている。また2ヶ所とも福田鴻巣線に埼玉県道155号さいたま武蔵丘陵森林公園自転車道線が重複している。

### 交差する鉄道と河川
- JR高崎線陸橋（熊谷市佐谷田）
- 荒川橋梁久下橋（熊谷市小泉 - 佐谷田）

### 沿線の施設
- 熊谷市消防本部大里分署
- 熊谷市役所大里庁舎・大里行政センター（熊谷市中曽根）
- 熊谷市立大里体育館
- 熊谷警察署大里駐在所
- 熊谷市大里保健センター
- 熊谷市立吉見小学校
- 大里冑山郵便局